# Gustaaf Devolder
Gustaaf Devolder (Harelbeke, 1936) is een Belgisch dirigent, muziekpedagoog, trombonist en tubaïst.

## Levensloop
Devolder kreeg lessen aan de Muziekacademie "Peter Benoit" Harelbeke voor trombone en notenleer. Hij betracht zich zelf als een "late roeping". Na jaren onderbreking van zijn muzikale studies trok hij naar het Koninklijk Conservatorium te Gent en behaalde er diverse eerste prijzen (notenleer, tuba, transpositie, trombone en kamermuziek).
Sinds 1969 is hij docent koperinstrumenten aan de Muziekacademie "Peter Benoit" Harelbeke en vanaf 1979 uitsluitend voor tuba. Vanaf 1980 werd hij professor voor tuba aan het Koninklijk Conservatorium te Gent. Tot zijn leerlingen behoorden onder andere Wim Belaen en Nick Ost.
Van 1961 tot 1985 was hij dirigent van het Koninklijk Harmonieorkest "Vooruit", Harelbeke. Hij heeft veel voor de muzikale ontwikkeling van dit orkest gedaan.
Hij bekroonde zijn dirigenten-carrière met het behalen van het wereldkampioenschap van dit orkest tijdens het 10e Wereld Muziek Concours te Kerkrade in de 1e divisie van de sectie harmonieorkest met 341 punten, goed voor een eerste prijs met lof van de jury.